# María Pulpillo
María Josefa Juana Benita Pulpillo eller La Pulpillo, född 1763, död 1809, var en spansk sångare och skådespelare. Hon var verksam 1778-1794 och tillhörde under den tiden stjärnorna i spansk opera.
Hon var dotter till teaterdirektören Nicolasa del Barco y Mateo Pulpillo. Hon debuterade som barn i Cádiz. Hon engagerades 1778 vid de två kungliga teatrarna i Madrid, Teatro de la Cruz och Teatro del Príncipe av José Ponce. Hon bosatte sig sedan i Madrid med sin far. 
María Pulpillo var engagerad både som skådespelare och sångare men kom att bli mest känd som sångare och en ledande artist i detta fack. Hon studerade under sångläraren Blas de Laserna, som hon kom att gifta sig med 1796. Hon var en ledande uttolkare av de fashionabla italienska operorna som, översatta till spanska, var populära vid de två kungliga teatrarna i Madrid under 1700-talet. 
Vid denna tid var scenartisternas privatliv vida omtalat, särskilt kvinnliga aktörers kärleksliv, men María Pulpillo levde ett mycket diskret sådant. Ett undantag var det berömda kidnappningsförsök hon utsattes för en natt vid utgången vid Teatro de la Cruz, där hon och hennes far räddades av den berömda sevilliska tjurfäktaren Joaquín Rodríguez: denna incident blev berömd men det är möjligt att den var påhittad, med tanke på hur ofta skvallret gärna ville sammankoppla tonadillera-sångerskor och tjurfäktare.
Hon begärde, trots en lysande karriär, avsked av direktör Eusebio Ribera i mars 1794 med hänvisning till utmattning och yrkets låga status. Som många scenartister drabbades hon av ekonomiska problem efter avslutad karriär och begravdes med hjälp av allmosor. 